# Habenaria paivaeana
Habenaria paivaeana är en orkidéart som beskrevs av Heinrich Gustav Reichenbach. Habenaria paivaeana ingår i släktet Habenaria och familjen orkidéer. Inga underarter finns listade i Catalogue of Life.